# Brant Bjork

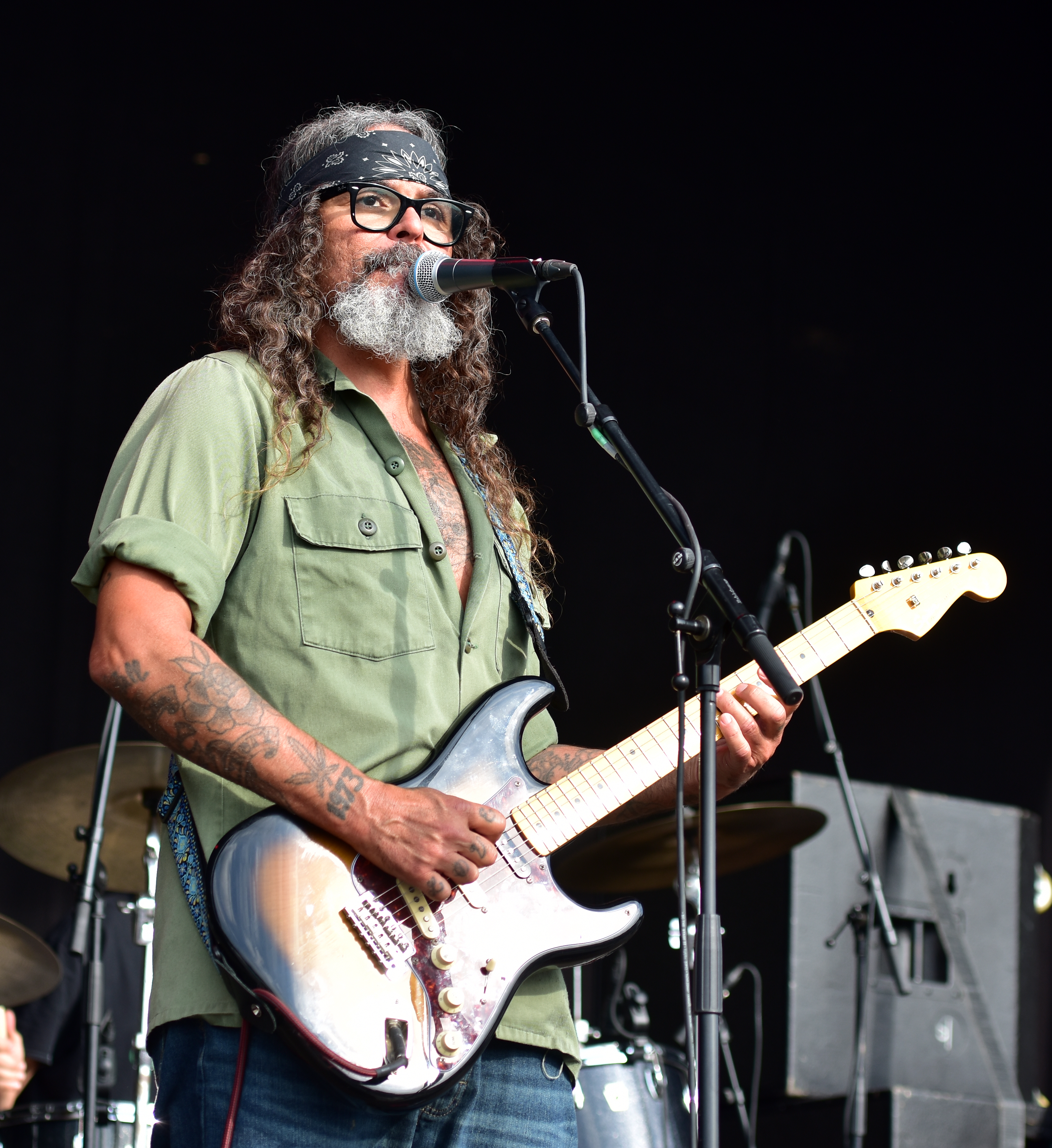
Brant Bjork, 2024

Brant Bjork (* 19. März 1973 in Palm Springs) ist ein US-amerikanischer Rockmusiker, Songwriter, Musikproduzent und Chef eines Plattenlabels. Er wurde als Schlagzeuger der kalifornischen Bands Kyuss und Fu Manchu zu einem stilprägenden Musiker des Stoner Rock, bevor er 1999 seine Solokarriere startete, die ihn auch außerhalb der Stoner-Rock-Szene bekannt machte.

## Leben
Als Gründungsmitglied und Songwriter der Stoner-Rock-Begründer Kyuss verließ er 1993 nach dem dritten offiziellen Album Welcome to Sky Valley die Band und produzierte im selben Jahr Fu Manchus Debütalbum No One Rides for Free. 1997 schloss er sich Fu Manchu als Schlagzeuger an und veröffentlichte mit der Band bis 2001 mehrere Alben. Zuvor initiierte er 1996 zusammen mit dem Ex-Kyuss-Kollegen Josh Homme die Desert Sessions, aus denen die Queens of the Stone Age und Eagles of Death Metal hervorgingen.
Mit der Gründung seines eigenen Recordlabels Duna Records (anfangs als El Camino betitelt) und der Veröffentlichung des ersten Soloalbums Jalamanta auf Man’s Ruin Records begann er seine Solokarriere. So spielte er auf Jalamanta alle Instrumente (Bass, Schlagzeug, Gitarre) selbst ein. Unterstützt wurde er nur beim Gesang von Mario Lalli (von Fatso Jetson), der zudem auch für einige Gitarrenspuren verantwortlich war.
Das folgende Projekt Ché brachte ihn vorerst wieder zurück in gewohntere Stoner-Rockgefilde. So tat er sich mit seinem Kyuss-Schlagzeugnachfolger Alfredo Hernández (u. a. Queens of the Stone Age) und dem Unida-Bassisten Dave Dinsmore zusammen und veröffentlichte 2000 das Album Sounds of Liberation. Dies sollte allerdings auch das einzige Lebenszeichen von Ché bleiben und Bjork widmete sich wieder seinem Soloprojekt, mit dem er 2002 das zweite Album Brant Bjork & the Operators folgen ließ. Entgegen dem Titelnamen spielte er wieder alle Instrumente selbst ein und wurde nur durch Mathias Schneeberger an der E-Orgel unterstützt. Stilistisch entfernte sich Bjork noch mehr vom klassischen Stoner Rock und schuf einen Stilmix mit Jazz-, Dub- und Reggae-Elementen.
Das 2003er Album Keep Your Cool wurde wieder rockiger mit Einflüssen von Jimi Hendrix, während das 2004 erschienene Local Angel mit vielen Akustiksongs das bislang ruhigste Album ist.
Am 1. August 2005 kam das Doppelalbum Saved by Magic auf Duna Records heraus, wobei Bjork dabei alle Songs mit seiner Liveband, den Bros (Brant Bjork & The Bros), aufgenommen hat.
2007 folgte das Album Somera Sól. Es ähnelt stilistisch dem klassischen Stoner Rock früherer Zeiten, als Brant Bjork noch bei seinem Bandprojekt Ché spielte. An den Drums sitzt hierbei wiederum Alfredo Hernández, außerdem taucht auch wieder Mario Lalli von Fatso Jetson auf.
Im April 2008 erschien das Soloalbum Punk Rock Guilt. Diesmal auf seinem ebenfalls neuen Label Low Desert Punk, das nach einem Titel von Jalamanta benannt ist.
Im März 2010 kam sein Album Gods & Goddesses (Low Desert Punk/Cargo Records) auf den Markt.
Zwischen 2011 und 2014 spielte Brant Bjork am Schlagzeug von Vista Chino zusammen mit dem Kyuss-Gründungsmitglied John Garcia die Songs von Kyuss sowie eigene Kompositionen.
Im Herbst 2014 war er solo auf Europatour.

## Diskografie
- 1999: Jalamanta
- 2002: Brant Bjork & the Operators
- 2003: Keep Your Cool
- 2004: Local Angel
- 2005: Saved by Magic
- 2007: Tres Dias
- 2007: Somera Sól
- 2008: Punk Rock Guilt
- 2010: Gods And Goddesses
- 2015: Black Power Flower
- 2016: Tao of the Devil
- 2017: Europe '16
- 2018: Mankind Woman
- 2019: Jacoozzi
- 2020: Brant Bjork
- 2022: Bougainvillea Suite

Mit Kyuss
- 1990: Sons of Kyuss (Demo)
- 1991: Wretch
- 1992: Blues for the Red Sun
- 1994: Welcome to Sky Valley

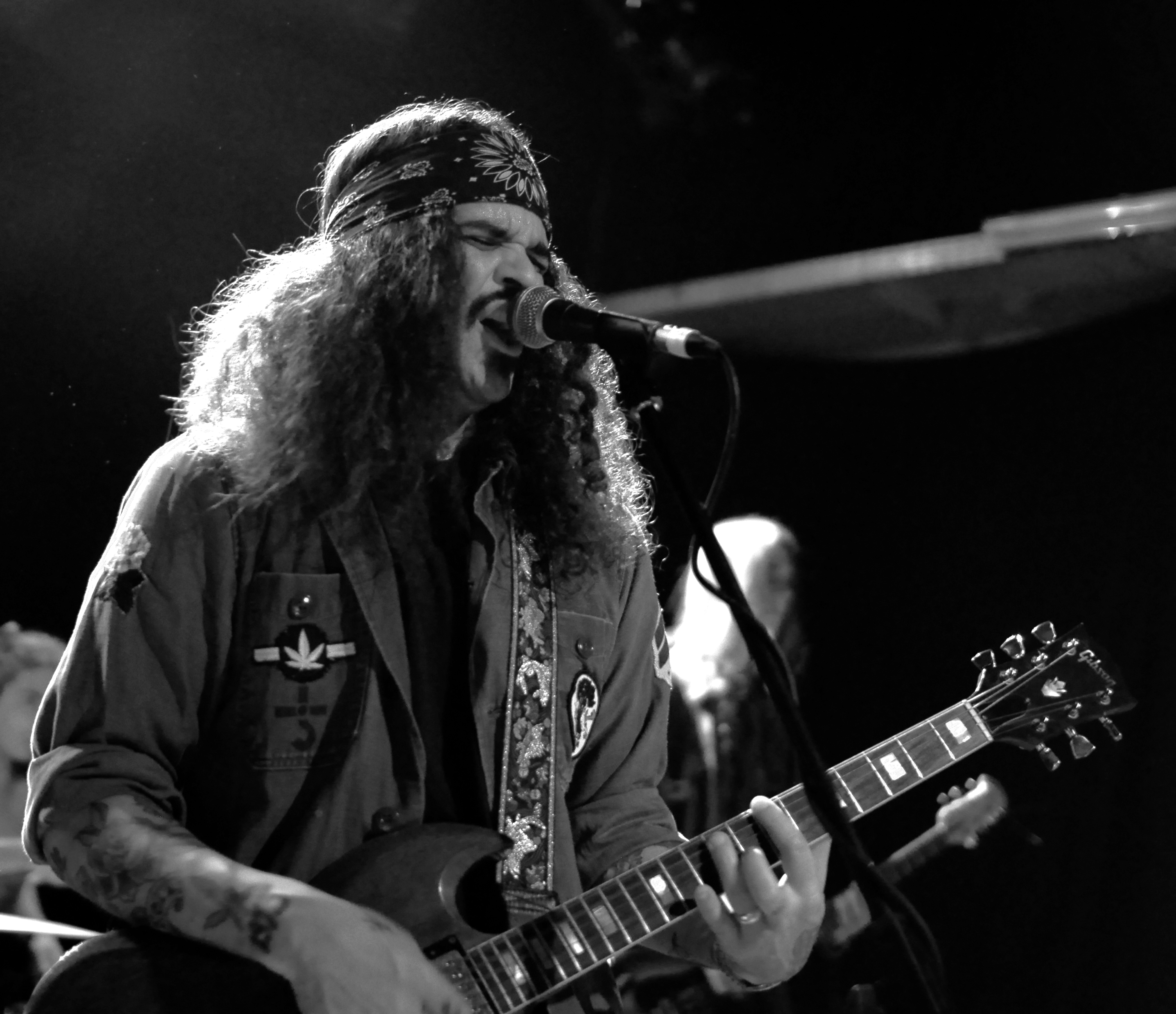
Kantine, Augsburg, Deutschland im Oktober 2008

- 2000: Muchas Gracias: The Best of Kyuss

Mit Fu Manchu
- 1997: The Action Is Go
- 1999: Eatin’ Dust
- 2000: King of the Road
- 2001: California Crossing

Mit Vista Chino
- 2013: Peace

Bjork Brant Trio
- 2024: Once Upon a Time in the Desert

Weitere
- 1995: Decon – Balls For Days
- 1997: Desert Sessions – Vol. 1/2
- 1999: Desert Sessions – Vol. 5/6
- 2000: Ché – Sounds of Liberation
- 2000: Mondo Generator – Cocaine Rodeo
- 2003: Mondo Generator – A Drug Problem That Never Existed
- 2004: Melissa Auf der Maur – Auf der Maur
- 2005: Yellow #5 – Demon Crossing
- 2006: Ten East – Extraterrestrial Highway